# Соловка (пункт контролю)
48°22′21″ пн. ш. 22°16′19″ сх. д. / 48.37250° пн. ш. 22.27194° сх. д.
Со́ловка — пункт пропуску через державний кордон України на кордоні з Угорщиною.
Розташований у Закарпатській області, Ужгородський район, поблизу однойменного села, до якого прямує автошлях місцевого значення. З угорського боку знаходиться пункт пропуску «Еперєшке», медьє Саболч-Сатмар-Береґ, на автошляху місцевого значення у напрямку Ньїредьгаза.
Вид пункту пропуску — залізничний. Статус пункту пропуску — міжнародний.
Характер перевезень — вантажний.
Окрім радіологічного, митного та прикордонного контролю, пункт пропуску «Соловка» може здійснювати лише фітосанітарний, ветеринарний та екологічний контроль.
Пункт пропуску «Соловка» входить до складу митного посту «Чоп—залізничний» Чопської митниці. Код пункту пропуску — 30501 05 00 (12).